# Tumbarumba Shire
Tumbarumba Shire var en kommun i Australien. Den låg i delstaten New South Wales, i den sydöstra delen av landet, omkring 380 kilometer sydväst om delstatshuvudstaden Sydney. 2014 var antalet invånare 3 521.
Kommunen upphörde den 12 maj 2016 då den slogs samman med Tumut Shire för att bilda det nya självstyresområdet Snowy Valleys Council.
Förutom huvudorten Tumbarumba hörde även samhällena Khancoban och Rosewood till Tumbarumba Shire.